# Georg Andersen
Georg Arnfinn Andersen (Notodden, 7 gennaio 1963) è un ex pesista e discobolo norvegese.
Ha vinto un bronzo nel getto del peso ai campionati mondiali indoor di Budapest 1989 grazie ad un lancio a 20,98 che corrispondeva anche al nuovo record nazionale norvegese.

## Biografia
Ai campionati del mondo di Tokyo 1991 venne trovato positivo ad un controllo anti-doping e, oltre ad una squalifica di due anni dalle competizioni, gli fu ritirata la medaglia d'argento da poco vinta grazie ad un lancio a 20,81.
Entrato nel corpo della polizia norvegese, attualmente ha il grado di tenente e ricopre il ruolo di capo della sezione specializzata in reati telematici.

## Palmarès
| Anno | Manifestazione  | Sede      | Evento         | Risultato | Misura  | Note             |
| ---- | --------------- | --------- | -------------- | --------- | ------- | ---------------- |
| 1986 | Europei         | Stoccarda | Getto del peso | 10º       | 18,45 m |                  |
| 1988 | Europei indoor  | Budapest  | Getto del peso | 6º        | 19,56 m |                  |
| 1988 | Olimpiadi       | Seul      | Getto del peso | 10º       | 19,91 m |                  |
| 1989 | Europei indoor  | L'Aia     | Getto del peso | Bronzo    | 20,22 m |                  |
| 1989 | Mondiali indoor | Budapest  | Getto del peso | Bronzo    | 20,89 m | Record nazionale |
| 1990 | Europei         | Spalato   | Getto del peso | Bronzo    | 20,71 m |                  |
| 1991 | Mondiali        | Tokyo     | Getto del peso | dq        | dq      |                  |
| 1995 | Mondiali        | Göteborg  | Getto del peso | 15º       | 18,84 m |                  |